# Familia Churriguera

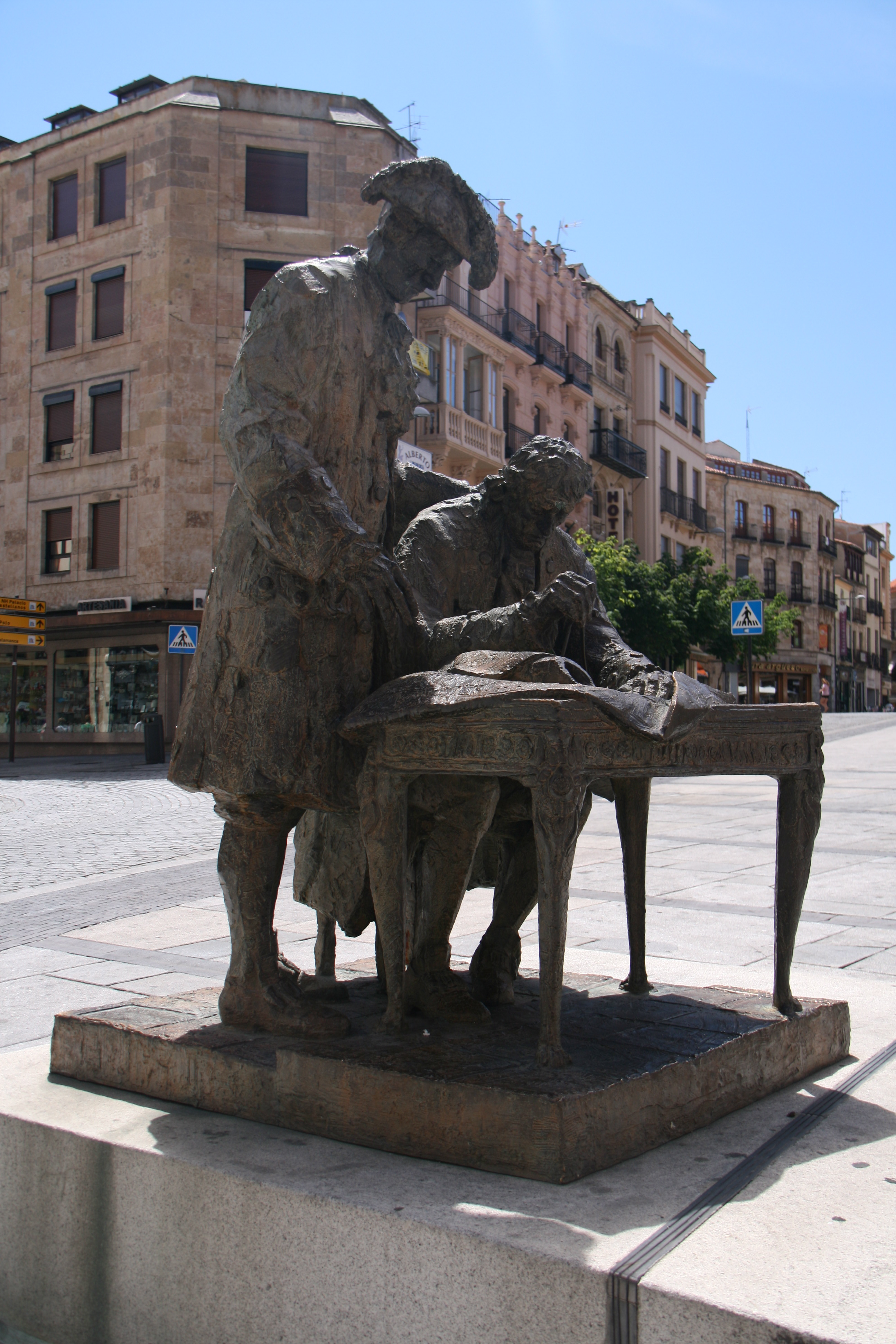
Monumento a Alberto Churriguera y al Conde Francos de Fernando Mayoral (Salamanca)

Los Churriguera fue una familia que consistió de al menos dos generaciones de arquitectos y escultores españoles que sobresalió en Castilla y la Corte del siglo XVII. La familia era originaria de Barcelona pero trabajaron sobre todo en la ciudad de Salamanca.
José Benito de Churriguera (1665-1725) fue su más destacado exponente, escultor ya conocido por sus elaboradas decoraciones arquitectónicas; cuando comenzó a diseñar nuevos edificios se convirtieron en las decoraciones más extravagantes y exageradas. A continuación, sus dos hermanos escultores, Joaquín (1674-1724) y Alberto (1676-1750) se convirtieron en arquitectos y la tradición familiar se continuó por la siguiente generación.
Entre 1680 y 1720, los Churriguera popularizaron la combinación de Guarini conocida como "orden supremo", que aunaba columnas salomónicas y orden compuesto. Una obra emblemática es el monumental retablo mayor del convento de San Esteban de Salamanca. En Salamanca, Alberto Churriguera proyectó la Plaza Mayor, que fue acabada por Andrés García de Quiñones. Los Churriguera, con su estilo abigarrado y monumental, suponen un contrapunto a la sobriedad del clasicismo herreriano y abrieron definitivamente las puertas al barroco decorativo, hasta el punto de que genéricamente pasaron a designar una fase del estilo, el churrigueresco, término acuñado por los académicos en el siglo XVIII con claras connotaciones peyorativas.

## Árbol familiar
1. José Simón Churriguera (m. 1682)
  1. José Benito Churriguera (1665-1725)
    1. Nicolás Churriguera (1701-1771)
    2. Jerónimo Churriguera (c. 1692-1731)
    3. Catalina Churriguera

  2. Joaquín Churriguera (1674-1724)
  3. Alberto Churriguera (1676-1750)
  4. Mariana de Churriguera (∞ José de Larra Domínguez, c. 1665-1739)
    1. Manuel de Lara Churriguera (c. 1690-1755)
    2. José de Lara Churriguera (siglo XVIII)